# Syndrom odkládané spánkové fáze

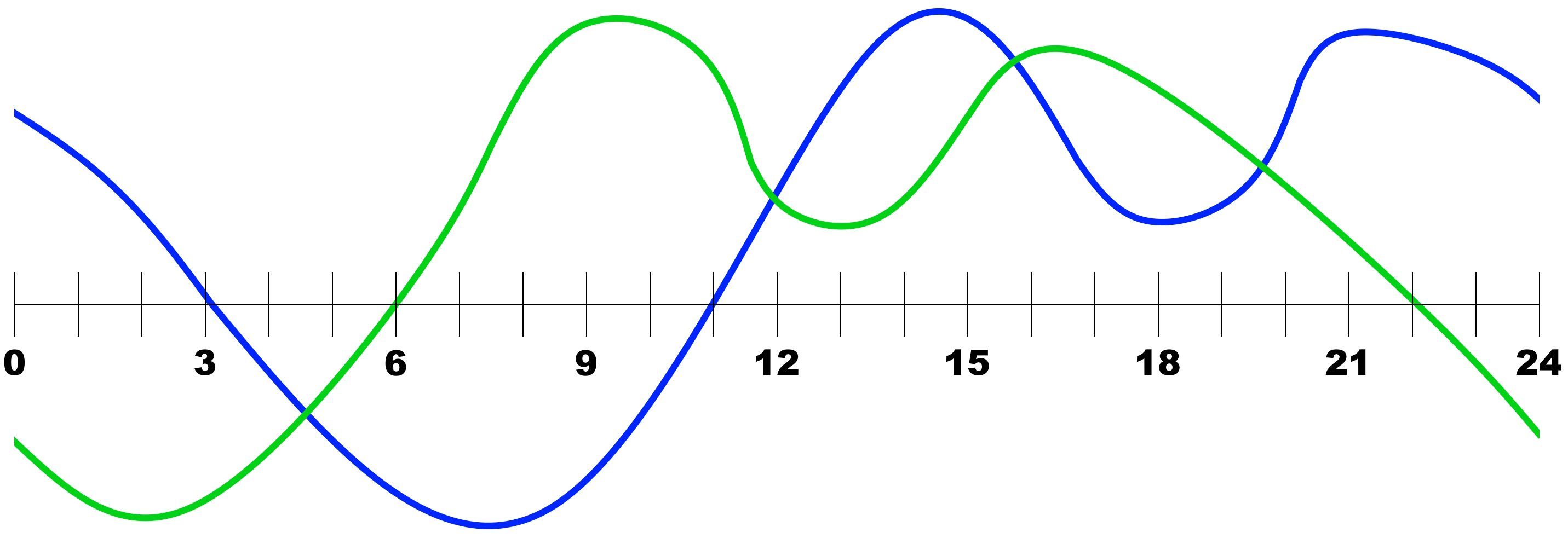
Rozdíl mezi běžným biorytmem (zelený) a biorytmem DSPD (modrý)

Syndrom odkládané spánkové fáze (anglicky Delayed sleep-phase disorder, DSPD), patří mezi poruchy cirkadiánního spánkového rytmu. Lidé trpící tímto syndromem obvykle usínají několik hodin po půlnoci a mají výrazné potíže s ranním vstáváním. K večeru jsou opět čilí, díky čemuž zůstanou dlouho vzhůru, a začarovaný kruh se opakuje.
Pro tyto jedince je velmi obtížné vstávat v souladu s tradičním počátkem typického pracovního nebo školního dne, čímž se dostávají do konfliktu s časovými požadavky většinové společnosti. Pokud však mohou žít v souladu se svým vlastním spánkovým rytmem, spát např. od 4. hodiny ranní do poledne, jejich spánek je kvalitní, budí se spontánně a s obvyklou ospalostí během dne nemají problémy. Může však souviset s psychopatií či antisociálními rysy. Příčinou může být také kofein, který posouvá cirkadiánní biologické hodiny.
Pokud se tito jedinci snaží donutit se ke sladění s konvenčním časovým rozložením spánku a bdění, nacházejí se ve stavu, který je přirovnáván k životu s trvalým šestihodinovým jet lagem, k jehož projevům patří únava, dezorientace a podrážděnost. Syndrom je proto také někdy nazýván „sociální jet lag“.
Lidé s DSPD bývají označování jako noční sovy, protože nejvíce aktivní, tvůrčí a výkonní bývají s příchodem večera a noci. Na rozdíl od běžné populace nejsou schopni usnout dříve než ve svůj obvyklý čas, ani když mají spánkový deficit. V čase buzení ovšem často potřebují pomoc členů rodiny, případně mívají nastaveno i několik budíků.
DSPD bývá chronickým, nezřídka celoživotním problémem a postihuje jak ženy, tak muže. Trpí jím asi 0,15 % dospělých, což odpovídá třem lidem z 2 000. Syndrom byl poprvé popsán v roce 1981 Dr. Elliotem D. Weitzmanem.

## Souvislost s depresí
Tento syndrom může v souvislosti s rozkolísáním hladin melatoninu (který se vytváří nejvíce za tmy) také způsobovat depresi. Někdy naopak může vést k rozvoji syndromu chronická stresová reakce, následující např. po rozchodu s blízkým člověkem. „Klienti sice pociťují únavu např. již v deset večer, ale přesto se brání spánku – zabalí se do deky a klímají u televize, i když to dříve nikdy nedělali.“ Celkové oslabení organismu, které současně snižuje jeho imunitu, pak reaktivní depresi ještě prodlužuje.